# Policía franquista

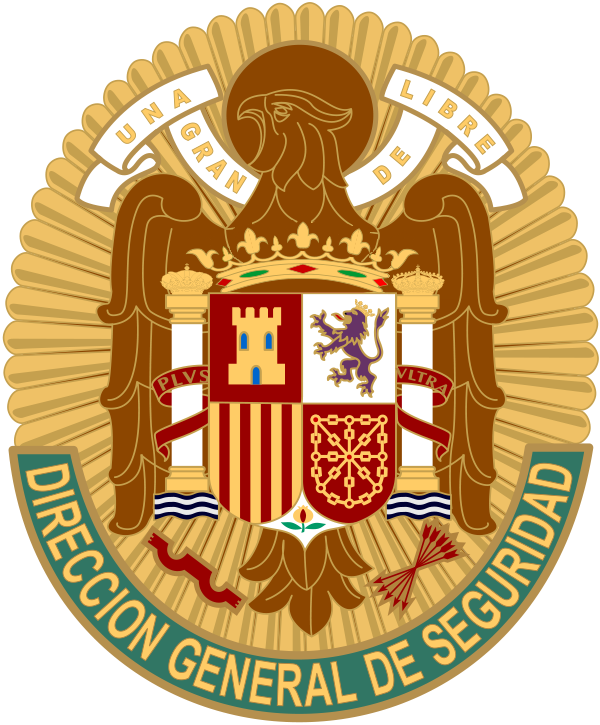
Escudo de la policía franquista

Policía franquista es un término genérico empleado por la historiografía y los medios de comunicación para referirse a las fuerzas de policía que existieron en España durante la Dictadura franquista (1939-1975) y, en ocasiones, también durante los primeros años de la Transición.

## Historia
En 1939, incluso antes del final de la Guerra Civil Española con la victoria del bando sublevado, las fuerzas de orden público fueron reorganizadas para convertirlas en un instrumento eficaz de la política represiva. La Guardia Civil fue completamente militarizada y pasó a depender del Ministerio del Ejército (ley de 22 de septiembre de 1939). En marzo de 1940 absorbió al Cuerpo de Carabineros asumiendo sus funciones, sumando entonces cerca de sesenta mil miembros. Entre 1944 y 1954 la Guardia Civil sería la principal fuerza de combate contra la guerrilla antifranquista.
En cuanto a la policía, el 5 de enero de 1939, en plena ofensiva de Cataluña, el gobierno franquista reunido en Burgos creó el Servicio Nacional de Seguridad ―posterior Dirección General de Seguridad (DGS)―, que ocuparía el lugar del Servicio de Información y Policía Militar (SIPM) que había actuado durante la mayor parte de la guerra. Al principio su jefe fue el coronel José Ungría Jiménez, director del SIPM, y después del 23 de septiembre, fecha en que se aprobó la organización de la DGS en cuatro grandes comisarías (Fronteras, Información, Orden Público e Identificación), fue José Finat y Escrivá de Romaní, conde de Mayalde. Partiendo de la información recabada durante la guerra por diversos organismos franquistas, la DGS comenzó a elaborar un enorme fichero de antecedentes político-sociales que en 1944 ya abarcaba unos tres millones de personas fichadas.

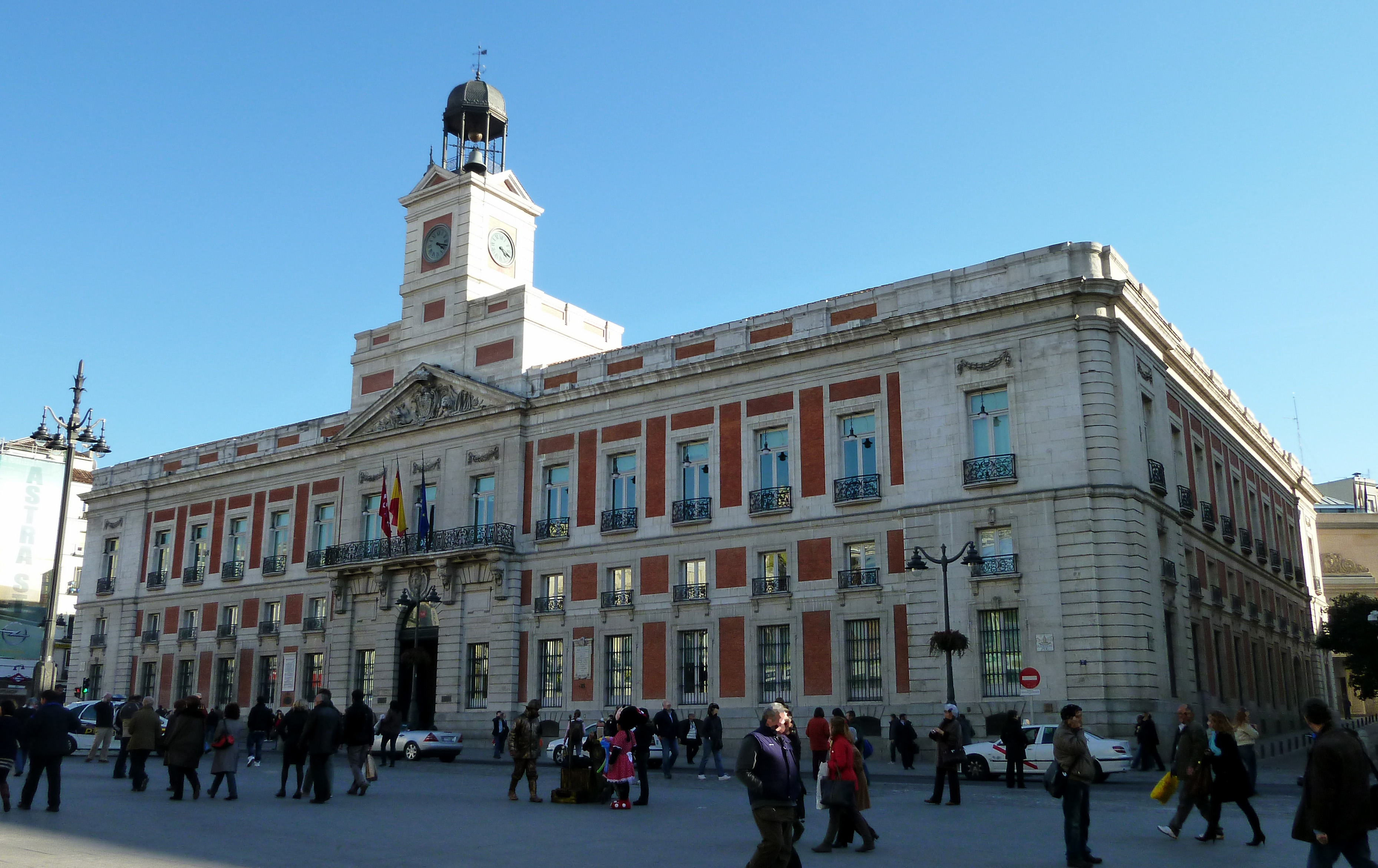
Sede de la Dirección General de Seguridad en la Puerta del Sol en Madrid. Fue el centro de torturas más importante del franquismo.

La Dirección General de Seguridad (DGS) era el organismo superior del Ministerio de la Gobernación encargado de coordinar las acciones policiales y el Orden público. Su primer director general, José Finat y Escrivá de Romaní, era «un representante de la derecha católica fascistizada que había ocupado previamente el cargo de delegado nacional del servicio de información e investigación de FET y de las JONS y muy próximo al ministro de la Gobernación, Ramón Serrano Súñer, cuñado del general Franco».
Dentro de la Dirección General de Seguridad, la cuarta sección llamada Antimarxismo, se encargó específicamente de la represión política. En su seno existía un departamento de Judaísmo y otro de Masonería, al frente de los cuales estaba el policía Eduardo Comín Colomer. Además se creó una Brigada Especial, a cuyo frente Finat nombró al furibundo antisemita Mauricio Carlavilla, una de cuyas misiones era controlar a los judíos residentes en España, atendiendo así la petición expresa de Heinrich Himmler, jefe de las SS y de los servicios de seguridad del Tercer Reich.
La reorganización del aparato policial franquista se completó con la Ley de Policía de marzo de 1941, que creó el Cuerpo General de Policía ―integrado hacia 1950 por unos 8000 funcionarios ― y el Cuerpo de Policía Armada, formado en 1945 por unos 22 000 agentes militarizados desplegados en las grandes ciudades y en su mayoría excautivos y excombatientes ―sus miembros fueron conocidos como los «grises» por el color de su uniforme―. En el preámbulo de la ley se decía que la «nueva policía» no debía regirse por el «apoliticismo» y que debía tener como objetivo «la vigilancia permanente y total indispensable para la vida de la Nación, que en los estados totalitarios se logra merced a una acertada combinación de técnica perfecta y lealtad». En el preámbulo también se hacía referencia a la «policía política, como órgano más eficiente para la defensa del Estado». La ley puso fin al control directo de los servicios de policía y orden público por parte de las Fuerzas Armadas que imperaba hasta entonces y significó la desaparición del Cuerpo de Vigilancia e Investigación y del Cuerpo de Seguridad.
De la función específica de perseguir los «delitos sociales y políticos» se ocuparía la Brigada Político-Social (BPS), que sería conocida simplemente como «la Social» y que desde un principio recibió el asesoramiento de agentes de la Gestapo, dirigidos por Paul Winzer destinado en la embajada alemana en Madrid, especialmente en cuanto al uso de diversos métodos de tortura para obtener información o confesiones de los detenidos y en técnicas de espionaje e infiltración en grupos de oposición. La colaboración entre la policía franquista y la Gestapo se remontaba a la guerra civil cuando en noviembre de 1937 se firmó un protocolo secreto por el cual policías del bando sublevado irían a Berlín para ser adiestrados ―ese protocolo secreto fue ampliado por un nuevo acuerdo de colaboración firmado el 31 de julio de 1938―. En 1940, después de la visita a España del líder nazi Heinrich Himmler, este se aseguró de que Paul Winzer instruyera a la nueva policía secreta española.
La formación de los cuadros de la policía se hizo entre los antiguos miembros de la Guardia de Asalto y la policía de la época republicana que hubieran superado la depuración, y también entre excombatientes del bando sublevado durante la Guerra Civil. La "Ley para la Seguridad del Estado" impregnó a los nuevos cuerpos de un carácter represivo y también de la ideología fascista imperante en esa época. Así pues, los cuerpos policiales se convirtieron en uno de los brazos ejecutores de la política represiva durante el franquismo. La Policía armada fue la que quedó encargada de las funciones de orden público y actuaciones policiales, mientras que el CGP se encargada de las funciones de investigación de los crímenes, homicidios y la represión política.
Blas Pérez González, que fue ministro de Gobernación entre 1942 y 1957, se distinguió como un eficaz organizador de la policía política durante su época en el ministerio. Carlos Arias Navarro, que más tarde sería presidente del Gobierno, también destacó en esta labor en su época como director general de Seguridad.
Tras la firma del acuerdo de las bases con Estados Unidos de 1953 varios policías de la Brigada Político-Social viajaron a ese país para seguir cursos del FBI y de la CIA sobre contraespionaje y nuevos métodos de interrogatorio. Fue el caso del inspector Antonio Juan Creix, que utilizó en abril de 1958 lo que había aprendido en Nueva York del FBI en el interrogatorio y tortura del dirigente comunista Miguel Núñez González, aunque nunca estuvo del todo satisfecho. «Aquí vienen los americanos, que si las corrientes eléctricas… Como el palo no hay nada», dijo Creix, según recordaba el propio Miguel Núñez. Otro policía que viajó a Estados Unidos, junto con un alto cargo de la DGS, fue el propio jefe de la BPS Vicente Reguengo que recibió formación de la CIA sobre «métodos, material y técnicas de investigación policial». También asistió a cursos de formación de la CIA sobre «sabotaje y anticomunismo» el comisario Roberto Conesa.
Después de la muerte de Franco y el comienzo de la Transición, en 1978 el Cuerpo General de Policía y la Policía Armada fueron sustituidos por el Cuerpo Superior de Policía y el Cuerpo de Policía Nacional, respectivamente. Este último no debe ser confundido con el actual Cuerpo Nacional de Policía (CNP), que fue creado en 1986 y en el que entonces quedaron integrados todos los cuerpos policiales.